# Edwardsport
Edwardsport és una població dels Estats Units a l'estat d'Indiana. Segons el cens del 2000 tenia 363 habitants.

## Demografia
Segons el cens del 2000, Edwardsport tenia 363 habitants, 151 habitatges, i 104 famílies. La densitat de població era de 500,6 habitants/km².
Dels 151 habitatges en un 31,8% hi vivien nens de menys de 18 anys, en un 56,3% hi vivien parelles casades, en un 7,9% dones solteres, i en un 31,1% no eren unitats familiars. En el 27,8% dels habitatges hi vivien persones soles el 14,6% de les quals corresponia a persones de 65 anys o més que vivien soles. El nombre mitjà de persones vivint en cada habitatge era de 2,4 i el nombre mitjà de persones que vivien en cada família era de 2,88.
Per edats la població es repartia de la següent manera: un 22,9% tenia menys de 18 anys, un 10,5% entre 18 i 24, un 31,1% entre 25 i 44, un 24% de 45 a 60 i un 11,6% 65 anys o més.
L'edat mediana era de 37 anys. Per cada 100 dones de 18 o més anys hi havia 104,4 homes.
La renda mediana per habitatge era de 26.750$ i la renda mediana per família de 31.979$. Els homes tenien una renda mediana de 26.979$ mentre que les dones 17.917$. La renda per capita de la població era de 13.541$. Entorn del 15,6% de les famílies i el 20,5% de la població estaven per davall del llindar de pobresa.

## Poblacions més properes
El següent diagrama mostra les poblacions més properes.